# García II van Castilië
Garcia II Sanchez (1010 - León, 13 mei 1029) was een zoon van Sancho I Garcés van Castilië en van Urraca Salvadoréz van Castilië-Lara.
Garcia volgde in 1017 zijn vader op, maar regeerde als minderjarige tot 1026 onder voogdij van zijn tante Urraca Garcéz. Hij diende strijd te voeren met zijn zwagers en werd in 1029 vermoord tijdens de bruiloft van zijn zuster Jimena met Bermudo III van León.
Hij stierf ongehuwd. Zijn zuster Mayor en haar echtgenoot Sancho III van Navarra volgden hem op.

## Voorouders
| Voorouders van García II van Castilië (1010-1029) | Voorouders van García II van Castilië (1010-1029)        | Voorouders van García II van Castilië (1010-1029)        | Voorouders van García II van Castilië (1010-1029)      | Voorouders van García II van Castilië (1010-1029)      | Voorouders van García II van Castilië (1010-1029)  | Voorouders van García II van Castilië (1010-1029)  | Voorouders van García II van Castilië (1010-1029)  | Voorouders van García II van Castilië (1010-1029)  |
| ------------------------------------------------- | -------------------------------------------------------- | -------------------------------------------------------- | ------------------------------------------------------ | ------------------------------------------------------ | -------------------------------------------------- | -------------------------------------------------- | -------------------------------------------------- | -------------------------------------------------- |
| Overgrootouders                                   | Ferdinand González (910-970) ∞ Sancha van Navarra (-959) | Ferdinand González (910-970) ∞ Sancha van Navarra (-959) | Raymond I van Pallars and Ribagorza (884-920) ∞ ? (-)  | Raymond I van Pallars and Ribagorza (884-920) ∞ ? (-)  | ? (-) ∞ ? (-)                                      | ? (-) ∞ ? (-)                                      | ? (-) ∞ ? (-)                                      | ? (-) ∞ ? (-)                                      |
| Grootouders                                       | García I Fernandez (-995) ∞ 1003 Ava van Ribagorza (-)   | García I Fernandez (-995) ∞ 1003 Ava van Ribagorza (-)   | García I Fernandez (-995) ∞ 1003 Ava van Ribagorza (-) | García I Fernandez (-995) ∞ 1003 Ava van Ribagorza (-) | Salvator van Castilië-Lara (-) ∞ ? (-)             | Salvator van Castilië-Lara (-) ∞ ? (-)             | Salvator van Castilië-Lara (-) ∞ ? (-)             | Salvator van Castilië-Lara (-) ∞ ? (-)             |
| Ouders                                            | Sancho I Garcés (965-1017) ∞ Uracca Salvadores (-)       | Sancho I Garcés (965-1017) ∞ Uracca Salvadores (-)       | Sancho I Garcés (965-1017) ∞ Uracca Salvadores (-)     | Sancho I Garcés (965-1017) ∞ Uracca Salvadores (-)     | Sancho I Garcés (965-1017) ∞ Uracca Salvadores (-) | Sancho I Garcés (965-1017) ∞ Uracca Salvadores (-) | Sancho I Garcés (965-1017) ∞ Uracca Salvadores (-) | Sancho I Garcés (965-1017) ∞ Uracca Salvadores (-) |